# Energiprincipen
Energiprincipen (eller lagen om energins bevarande) är termodynamikens första huvudsats och innebär att energi inte kan skapas eller förstöras, utan endast omvandlas från en form till en annan. Ett exempel är ett föremål som faller från en höjd; till en början har det en viss lägesenergi, medan det faller omvandlas lägesenergin till rörelseenergi och när föremålet träffar marken omvandlas rörelseenergin till framförallt värmeenergi (temperaturen ökar) genom yttre och inre friktion. Föremålet (och även nedslagsplatsen) deformeras och denna deformation är vad som återstår av processen sedan värmen avklingat, en möjlig tillämpning av "teknik" (avsiktlig i stället för oavsiktlig deformation) det vill säga överföring av energi.

## Huvuddragen i energiprincipen
Energipincipen är en empiriskt grundad fysikalisk lag som postulerar att energi varken kan skapas eller förstöras, den kan bara omvandlas från en form till en annan. För ett slutet system innebär detta att den totala energin är oförändrad med tiden, medan det i ett öppet system innebär att summan av till- och bortförd energi är exakt lika stor som förändringen i systemets inre energi. Energiprincipen kan inte bevisas utan baseras på otaliga experiment och observation som alla pekar på att den totala energin förblir konstant. En maskin som hypotetiskt bryter mot denna naturlag brukar kallas perpetuum mobile av första slaget.
Energiprincipen formuleras såväl skriftligt som matematiskt i ett flertal naturvetenskapliga discipliner. Termodynamikens första huvudsats är ett uttryck för energiprincipen som postulerar att mängden tillfört värme är lika stor som mängden utfört arbete i termodynamisk cykel.
Inom mekaniken säger Noethers sats att energiprincipen motsvarar naturlagarnas tidsinvarians.

## Historik
Den grekiske filosofen Thales från Miletos (635 f.Kr.–543 f.Kr.) kan nog anses vara en av de första som föreställde sig att naturen har någon form av bevarande. Han var den förste kände som försökte förklara naturens mångfald med någonting inuti naturen och inte utanför. Men energiprincipen formulerades först av den tyske läkaren Julius Robert von Mayer (1814-1878) i artikeln "Bemerkungen über die Kräfte der unbelebten Natur" i tidskriften Annalen der Chemie und Pharmacie, 43, 233 (1842). Upptäckten gjordes då han var på en sjöresa, då han fann att vissa patienter hade rödare blod, eftersom de konsumerade mindre syre, för att hålla högre kroppstemperatur i varmare klimat. Han insåg att värme och arbete är båda varianter av energi, och kunde senare beräkna kvantitiva förhållanden när han hade börjat sätta sig in i fysiken. Året därefter, 1843, presenterade James Prescott Joule sina experiment där han kommit fram till samma slutsatser.

## Klassisk mekanik

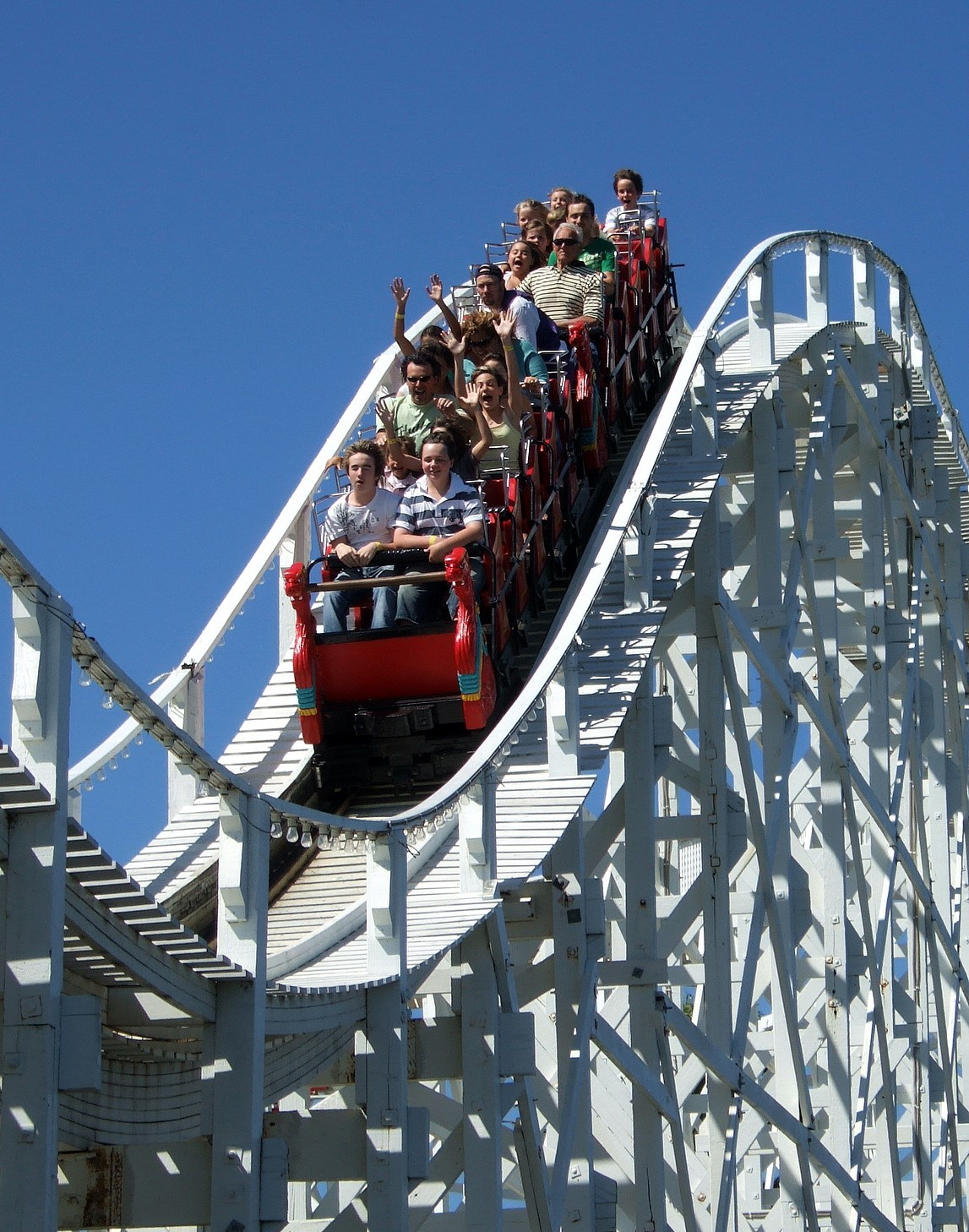
En berg- och dalbana grundar sig på bevarandet av mekanisk energi, som omsätts mellan rörelseenergi och lägesenergi.

I klassisk mekanik är kinetisk energi Ekin = ½mv2, där m är en kropps massa och v dess hastighet. Vid en elastisk stöt mellan två eller fler kroppar är summan av alla kinetiska energier bevarad. I kraftfält finns det även potentiell energi. Nära jordytan kan denna lägesenergi beskrivas med Epot = mgh, där g är tyngdaccelerationen och h höjden över en referensyta. Vid fritt fall är summan av rörelseenergi och lägesenergi konstant. En mekanisk pendel oscillerar mellan tillstånd med hög potentiell energi och ett tillstånd med hög rörelseenergi. En annan form av potentiell energi är elastisk energi, som i en fjäder. En kraft F utför mekaniskt arbete på en kropp, betecknat som en energi W = F·s, där s är sträckan som kroppen förflyttades. Friktion gör att mekanisk energi inte är bevarad, utan övergår i termisk energi.
En formel för energiprincipen kan enkelt sammanfattas enligt följande;
rörelseenergi + lägesenergi + fjäderkraft + tillförd energi = rörelseenergi2 + lägesenergi2 + fjäderkraft2
eller matematiskt,
{\displaystyle {\frac {mv_{1}^{2}}{2}}+mgh_{1}+{\frac {ks^{2}}{2}}+Fs={\frac {mv_{2}^{2}}{2}}+mgh_{2}+{\frac {kx^{2}}{2}}}
där m är massa, v är hastigheten, g är tyngdacceleration, k är fjäderkonstanten, x är längdförändring hos en fjäder, F är kraft (exempelvis friktionskraft, där F = μ·m·g, där μ är friktionskonstant), s är sträcka (som kraften verkar under).
På vänstra sidan av likhetstecknet beskrivs det första läget i ett händelseförlopp, på högra sidan beskrivs det andra läget.
Till exempel när en fot sparkar en fotboll överförs energin till fotbollen.

## Energi, värme och arbete
På senare tid brukar man säga att olika former av energi är samma sak. Man har valt att definiera krafter utifrån att partiklar växelverkar med varandra. Krafter uppstår genom utbyte av små energikvanta, exempelvis via fotoner eller en variant av fotoner, kallat fononer. Men tidigare har man, åtminstone inom termodynamik, via experiment valt att indela överföringen av energimängder i storheterna värme och arbete. Denna klassificering är tekniskt användbar, eftersom den anger vad som blir värme och vad som går att nyttja.
Värme motsvarar en oordnad energimängd, representerad av exempelvis gasmolekyler som rör sig i slumpvisa riktningar. Värme överförs naturligt från det varmare mediet till det kallare, i enlighet med termodynamikens andra huvudsats. I många tekniska tillämpningar är det önskvärt att minimera överföringen av värme. Samtidigt vill man maximera arbetet, eftersom denna energimängd översätts till rörelse i motorer, elektricitet i kraftverk och så vidare. Arbete kan sägas uppstå då molekyler samverkar genom att till exempel förflytta en pistong i en kolv, så att molekylerna tillsammans gör en nettoförflyttning. 
Matematiskt formuleras ofta energiprincipen
{\displaystyle dU=\delta Q-\delta W\,} (energiprincipen på differentialform)
Här representerar dU en infinitesimal förändring av systemets inre energi, framkallad genom en infinitesimal mängd av tillfört eller uträttat arbete {\displaystyle \delta W} och en infinitesimal värmeöverföring {\displaystyle \delta Q}. Symbolerna {\displaystyle d} och {\displaystyle \delta } brukar här användas för att markera att U är en tillståndsfunktion medan både Q och W inte är det.
Från den statistiska mekaniken inser man att {\displaystyle \delta Q} ändrar systemets fördelning av sin energi mellan molekylernas olika energinivåer medan  {\displaystyle \delta W} förändrar energinivåerna själva. Till exempel orsakar en volymändring (som ju innebär ett tryck-volymarbete) att avståndet mellan energinivåerna för molekylernas translationsrörelse ändras (se partikeln i lådan) medan tillförd värme ökar andelen molekyler som har hög translationsenergi.

## Aspekter
I ett värmeaggregat eller kakelugnar är syftet att förvandla så mycket som möjligt av elden till värme, istället för arbete som går åt att lyfta upp röken genom skorstenen. Men däremot en glödlampa ska optimeras i motsats: där vill man minimera {\displaystyle Q} så att lampan nyttjar så mycket som möjligt av elektriciteten i att excitera elektronerna, som sedan sänder ut ljus (än för att värme i glödtråden är huvudorsaken till att ljus genereras).